# Leichtathletik-Weltmeisterschaften 2015/Teilnehmer (Mexiko)
| Gelbes Symbol für Goldmedaillen mit stilisierten Olympischen Ringen | Graues Symbol für Silbermedaillen mit stilisierten Olympischen Ringen | Braundes Symbol für Bronzemedaillen mit stilisierten Olympischen Ringen |
| ------------------------------------------------------------------- | --------------------------------------------------------------------- | ----------------------------------------------------------------------- |
| —                                                                   | —                                                                     | —                                                                       |

Der Leichtathletikverband Mexikos nominierte fünf Athleten für die Leichtathletik-Weltmeisterschaften 2015 in der chinesischen Hauptstadt Peking.

## Ergebnisse

### Männer

#### Laufdisziplinen
| Athlet              | Disziplin   | Vorlauf | Vorlauf | Halbfinale | Halbfinale | Finale    | Finale |
| Athlet              | Disziplin   | Zeit    | Platz   | Zeit       | Platz      | Zeit      | Platz  |
| ------------------- | ----------- | ------- | ------- | ---------- | ---------- | --------- | ------ |
| Horacio Nava        | 20 km Gehen |         |         |            |            | 1:24:40 h | 28     |
| Julio César Salazar | 20 km Gehen |         |         |            |            | 1:24:58 h | 31     |
| Eder Sánchez        | 20 km Gehen |         |         |            |            | 1:21:56 h | 15     |

### Frauen

#### Laufdisziplinen
| Athletin         | Disziplin   | Vorlauf | Vorlauf | Halbfinale | Halbfinale | Finale       | Finale |
| Athletin         | Disziplin   | Zeit    | Platz   | Zeit       | Platz      | Zeit         | Platz  |
| ---------------- | ----------- | ------- | ------- | ---------- | ---------- | ------------ | ------ |
| Brenda Flores    | 10.000 m    |         |         |            |            | 32:15,26 min | 14     |
| Alejandra Ortega | 20 km Gehen |         |         |            |            | 1:31:04 h    | 9      |